# Tattica (scacchi)
|   | a | b | c | d | e | f | g | h |   |
| 8 | a8 torre del nero · e8 torre del nero · h8 re del nero · c7 cavallo del bianco · f5 cavallo del nero · h5 cavallo del nero · g4 pedone del bianco · d3 alfiere del nero · b1 torre del bianco · f1 re del bianco | a8 torre del nero · e8 torre del nero · h8 re del nero · c7 cavallo del bianco · f5 cavallo del nero · h5 cavallo del nero · g4 pedone del bianco · d3 alfiere del nero · b1 torre del bianco · f1 re del bianco | a8 torre del nero · e8 torre del nero · h8 re del nero · c7 cavallo del bianco · f5 cavallo del nero · h5 cavallo del nero · g4 pedone del bianco · d3 alfiere del nero · b1 torre del bianco · f1 re del bianco | a8 torre del nero · e8 torre del nero · h8 re del nero · c7 cavallo del bianco · f5 cavallo del nero · h5 cavallo del nero · g4 pedone del bianco · d3 alfiere del nero · b1 torre del bianco · f1 re del bianco | a8 torre del nero · e8 torre del nero · h8 re del nero · c7 cavallo del bianco · f5 cavallo del nero · h5 cavallo del nero · g4 pedone del bianco · d3 alfiere del nero · b1 torre del bianco · f1 re del bianco | a8 torre del nero · e8 torre del nero · h8 re del nero · c7 cavallo del bianco · f5 cavallo del nero · h5 cavallo del nero · g4 pedone del bianco · d3 alfiere del nero · b1 torre del bianco · f1 re del bianco | a8 torre del nero · e8 torre del nero · h8 re del nero · c7 cavallo del bianco · f5 cavallo del nero · h5 cavallo del nero · g4 pedone del bianco · d3 alfiere del nero · b1 torre del bianco · f1 re del bianco | a8 torre del nero · e8 torre del nero · h8 re del nero · c7 cavallo del bianco · f5 cavallo del nero · h5 cavallo del nero · g4 pedone del bianco · d3 alfiere del nero · b1 torre del bianco · f1 re del bianco | 8 |
| 7 | a8 torre del nero · e8 torre del nero · h8 re del nero · c7 cavallo del bianco · f5 cavallo del nero · h5 cavallo del nero · g4 pedone del bianco · d3 alfiere del nero · b1 torre del bianco · f1 re del bianco | a8 torre del nero · e8 torre del nero · h8 re del nero · c7 cavallo del bianco · f5 cavallo del nero · h5 cavallo del nero · g4 pedone del bianco · d3 alfiere del nero · b1 torre del bianco · f1 re del bianco | a8 torre del nero · e8 torre del nero · h8 re del nero · c7 cavallo del bianco · f5 cavallo del nero · h5 cavallo del nero · g4 pedone del bianco · d3 alfiere del nero · b1 torre del bianco · f1 re del bianco | a8 torre del nero · e8 torre del nero · h8 re del nero · c7 cavallo del bianco · f5 cavallo del nero · h5 cavallo del nero · g4 pedone del bianco · d3 alfiere del nero · b1 torre del bianco · f1 re del bianco | a8 torre del nero · e8 torre del nero · h8 re del nero · c7 cavallo del bianco · f5 cavallo del nero · h5 cavallo del nero · g4 pedone del bianco · d3 alfiere del nero · b1 torre del bianco · f1 re del bianco | a8 torre del nero · e8 torre del nero · h8 re del nero · c7 cavallo del bianco · f5 cavallo del nero · h5 cavallo del nero · g4 pedone del bianco · d3 alfiere del nero · b1 torre del bianco · f1 re del bianco | a8 torre del nero · e8 torre del nero · h8 re del nero · c7 cavallo del bianco · f5 cavallo del nero · h5 cavallo del nero · g4 pedone del bianco · d3 alfiere del nero · b1 torre del bianco · f1 re del bianco | a8 torre del nero · e8 torre del nero · h8 re del nero · c7 cavallo del bianco · f5 cavallo del nero · h5 cavallo del nero · g4 pedone del bianco · d3 alfiere del nero · b1 torre del bianco · f1 re del bianco | 7 |
| 6 | a8 torre del nero · e8 torre del nero · h8 re del nero · c7 cavallo del bianco · f5 cavallo del nero · h5 cavallo del nero · g4 pedone del bianco · d3 alfiere del nero · b1 torre del bianco · f1 re del bianco | a8 torre del nero · e8 torre del nero · h8 re del nero · c7 cavallo del bianco · f5 cavallo del nero · h5 cavallo del nero · g4 pedone del bianco · d3 alfiere del nero · b1 torre del bianco · f1 re del bianco | a8 torre del nero · e8 torre del nero · h8 re del nero · c7 cavallo del bianco · f5 cavallo del nero · h5 cavallo del nero · g4 pedone del bianco · d3 alfiere del nero · b1 torre del bianco · f1 re del bianco | a8 torre del nero · e8 torre del nero · h8 re del nero · c7 cavallo del bianco · f5 cavallo del nero · h5 cavallo del nero · g4 pedone del bianco · d3 alfiere del nero · b1 torre del bianco · f1 re del bianco | a8 torre del nero · e8 torre del nero · h8 re del nero · c7 cavallo del bianco · f5 cavallo del nero · h5 cavallo del nero · g4 pedone del bianco · d3 alfiere del nero · b1 torre del bianco · f1 re del bianco | a8 torre del nero · e8 torre del nero · h8 re del nero · c7 cavallo del bianco · f5 cavallo del nero · h5 cavallo del nero · g4 pedone del bianco · d3 alfiere del nero · b1 torre del bianco · f1 re del bianco | a8 torre del nero · e8 torre del nero · h8 re del nero · c7 cavallo del bianco · f5 cavallo del nero · h5 cavallo del nero · g4 pedone del bianco · d3 alfiere del nero · b1 torre del bianco · f1 re del bianco | a8 torre del nero · e8 torre del nero · h8 re del nero · c7 cavallo del bianco · f5 cavallo del nero · h5 cavallo del nero · g4 pedone del bianco · d3 alfiere del nero · b1 torre del bianco · f1 re del bianco | 6 |
| 5 | a8 torre del nero · e8 torre del nero · h8 re del nero · c7 cavallo del bianco · f5 cavallo del nero · h5 cavallo del nero · g4 pedone del bianco · d3 alfiere del nero · b1 torre del bianco · f1 re del bianco | a8 torre del nero · e8 torre del nero · h8 re del nero · c7 cavallo del bianco · f5 cavallo del nero · h5 cavallo del nero · g4 pedone del bianco · d3 alfiere del nero · b1 torre del bianco · f1 re del bianco | a8 torre del nero · e8 torre del nero · h8 re del nero · c7 cavallo del bianco · f5 cavallo del nero · h5 cavallo del nero · g4 pedone del bianco · d3 alfiere del nero · b1 torre del bianco · f1 re del bianco | a8 torre del nero · e8 torre del nero · h8 re del nero · c7 cavallo del bianco · f5 cavallo del nero · h5 cavallo del nero · g4 pedone del bianco · d3 alfiere del nero · b1 torre del bianco · f1 re del bianco | a8 torre del nero · e8 torre del nero · h8 re del nero · c7 cavallo del bianco · f5 cavallo del nero · h5 cavallo del nero · g4 pedone del bianco · d3 alfiere del nero · b1 torre del bianco · f1 re del bianco | a8 torre del nero · e8 torre del nero · h8 re del nero · c7 cavallo del bianco · f5 cavallo del nero · h5 cavallo del nero · g4 pedone del bianco · d3 alfiere del nero · b1 torre del bianco · f1 re del bianco | a8 torre del nero · e8 torre del nero · h8 re del nero · c7 cavallo del bianco · f5 cavallo del nero · h5 cavallo del nero · g4 pedone del bianco · d3 alfiere del nero · b1 torre del bianco · f1 re del bianco | a8 torre del nero · e8 torre del nero · h8 re del nero · c7 cavallo del bianco · f5 cavallo del nero · h5 cavallo del nero · g4 pedone del bianco · d3 alfiere del nero · b1 torre del bianco · f1 re del bianco | 5 |
| 4 | a8 torre del nero · e8 torre del nero · h8 re del nero · c7 cavallo del bianco · f5 cavallo del nero · h5 cavallo del nero · g4 pedone del bianco · d3 alfiere del nero · b1 torre del bianco · f1 re del bianco | a8 torre del nero · e8 torre del nero · h8 re del nero · c7 cavallo del bianco · f5 cavallo del nero · h5 cavallo del nero · g4 pedone del bianco · d3 alfiere del nero · b1 torre del bianco · f1 re del bianco | a8 torre del nero · e8 torre del nero · h8 re del nero · c7 cavallo del bianco · f5 cavallo del nero · h5 cavallo del nero · g4 pedone del bianco · d3 alfiere del nero · b1 torre del bianco · f1 re del bianco | a8 torre del nero · e8 torre del nero · h8 re del nero · c7 cavallo del bianco · f5 cavallo del nero · h5 cavallo del nero · g4 pedone del bianco · d3 alfiere del nero · b1 torre del bianco · f1 re del bianco | a8 torre del nero · e8 torre del nero · h8 re del nero · c7 cavallo del bianco · f5 cavallo del nero · h5 cavallo del nero · g4 pedone del bianco · d3 alfiere del nero · b1 torre del bianco · f1 re del bianco | a8 torre del nero · e8 torre del nero · h8 re del nero · c7 cavallo del bianco · f5 cavallo del nero · h5 cavallo del nero · g4 pedone del bianco · d3 alfiere del nero · b1 torre del bianco · f1 re del bianco | a8 torre del nero · e8 torre del nero · h8 re del nero · c7 cavallo del bianco · f5 cavallo del nero · h5 cavallo del nero · g4 pedone del bianco · d3 alfiere del nero · b1 torre del bianco · f1 re del bianco | a8 torre del nero · e8 torre del nero · h8 re del nero · c7 cavallo del bianco · f5 cavallo del nero · h5 cavallo del nero · g4 pedone del bianco · d3 alfiere del nero · b1 torre del bianco · f1 re del bianco | 4 |
| 3 | a8 torre del nero · e8 torre del nero · h8 re del nero · c7 cavallo del bianco · f5 cavallo del nero · h5 cavallo del nero · g4 pedone del bianco · d3 alfiere del nero · b1 torre del bianco · f1 re del bianco | a8 torre del nero · e8 torre del nero · h8 re del nero · c7 cavallo del bianco · f5 cavallo del nero · h5 cavallo del nero · g4 pedone del bianco · d3 alfiere del nero · b1 torre del bianco · f1 re del bianco | a8 torre del nero · e8 torre del nero · h8 re del nero · c7 cavallo del bianco · f5 cavallo del nero · h5 cavallo del nero · g4 pedone del bianco · d3 alfiere del nero · b1 torre del bianco · f1 re del bianco | a8 torre del nero · e8 torre del nero · h8 re del nero · c7 cavallo del bianco · f5 cavallo del nero · h5 cavallo del nero · g4 pedone del bianco · d3 alfiere del nero · b1 torre del bianco · f1 re del bianco | a8 torre del nero · e8 torre del nero · h8 re del nero · c7 cavallo del bianco · f5 cavallo del nero · h5 cavallo del nero · g4 pedone del bianco · d3 alfiere del nero · b1 torre del bianco · f1 re del bianco | a8 torre del nero · e8 torre del nero · h8 re del nero · c7 cavallo del bianco · f5 cavallo del nero · h5 cavallo del nero · g4 pedone del bianco · d3 alfiere del nero · b1 torre del bianco · f1 re del bianco | a8 torre del nero · e8 torre del nero · h8 re del nero · c7 cavallo del bianco · f5 cavallo del nero · h5 cavallo del nero · g4 pedone del bianco · d3 alfiere del nero · b1 torre del bianco · f1 re del bianco | a8 torre del nero · e8 torre del nero · h8 re del nero · c7 cavallo del bianco · f5 cavallo del nero · h5 cavallo del nero · g4 pedone del bianco · d3 alfiere del nero · b1 torre del bianco · f1 re del bianco | 3 |
| 2 | a8 torre del nero · e8 torre del nero · h8 re del nero · c7 cavallo del bianco · f5 cavallo del nero · h5 cavallo del nero · g4 pedone del bianco · d3 alfiere del nero · b1 torre del bianco · f1 re del bianco | a8 torre del nero · e8 torre del nero · h8 re del nero · c7 cavallo del bianco · f5 cavallo del nero · h5 cavallo del nero · g4 pedone del bianco · d3 alfiere del nero · b1 torre del bianco · f1 re del bianco | a8 torre del nero · e8 torre del nero · h8 re del nero · c7 cavallo del bianco · f5 cavallo del nero · h5 cavallo del nero · g4 pedone del bianco · d3 alfiere del nero · b1 torre del bianco · f1 re del bianco | a8 torre del nero · e8 torre del nero · h8 re del nero · c7 cavallo del bianco · f5 cavallo del nero · h5 cavallo del nero · g4 pedone del bianco · d3 alfiere del nero · b1 torre del bianco · f1 re del bianco | a8 torre del nero · e8 torre del nero · h8 re del nero · c7 cavallo del bianco · f5 cavallo del nero · h5 cavallo del nero · g4 pedone del bianco · d3 alfiere del nero · b1 torre del bianco · f1 re del bianco | a8 torre del nero · e8 torre del nero · h8 re del nero · c7 cavallo del bianco · f5 cavallo del nero · h5 cavallo del nero · g4 pedone del bianco · d3 alfiere del nero · b1 torre del bianco · f1 re del bianco | a8 torre del nero · e8 torre del nero · h8 re del nero · c7 cavallo del bianco · f5 cavallo del nero · h5 cavallo del nero · g4 pedone del bianco · d3 alfiere del nero · b1 torre del bianco · f1 re del bianco | a8 torre del nero · e8 torre del nero · h8 re del nero · c7 cavallo del bianco · f5 cavallo del nero · h5 cavallo del nero · g4 pedone del bianco · d3 alfiere del nero · b1 torre del bianco · f1 re del bianco | 2 |
| 1 | a8 torre del nero · e8 torre del nero · h8 re del nero · c7 cavallo del bianco · f5 cavallo del nero · h5 cavallo del nero · g4 pedone del bianco · d3 alfiere del nero · b1 torre del bianco · f1 re del bianco | a8 torre del nero · e8 torre del nero · h8 re del nero · c7 cavallo del bianco · f5 cavallo del nero · h5 cavallo del nero · g4 pedone del bianco · d3 alfiere del nero · b1 torre del bianco · f1 re del bianco | a8 torre del nero · e8 torre del nero · h8 re del nero · c7 cavallo del bianco · f5 cavallo del nero · h5 cavallo del nero · g4 pedone del bianco · d3 alfiere del nero · b1 torre del bianco · f1 re del bianco | a8 torre del nero · e8 torre del nero · h8 re del nero · c7 cavallo del bianco · f5 cavallo del nero · h5 cavallo del nero · g4 pedone del bianco · d3 alfiere del nero · b1 torre del bianco · f1 re del bianco | a8 torre del nero · e8 torre del nero · h8 re del nero · c7 cavallo del bianco · f5 cavallo del nero · h5 cavallo del nero · g4 pedone del bianco · d3 alfiere del nero · b1 torre del bianco · f1 re del bianco | a8 torre del nero · e8 torre del nero · h8 re del nero · c7 cavallo del bianco · f5 cavallo del nero · h5 cavallo del nero · g4 pedone del bianco · d3 alfiere del nero · b1 torre del bianco · f1 re del bianco | a8 torre del nero · e8 torre del nero · h8 re del nero · c7 cavallo del bianco · f5 cavallo del nero · h5 cavallo del nero · g4 pedone del bianco · d3 alfiere del nero · b1 torre del bianco · f1 re del bianco | a8 torre del nero · e8 torre del nero · h8 re del nero · c7 cavallo del bianco · f5 cavallo del nero · h5 cavallo del nero · g4 pedone del bianco · d3 alfiere del nero · b1 torre del bianco · f1 re del bianco | 1 |
|   | a | b | c | d | e | f | g | h |   |

Nel gioco degli scacchi la tattica concerne lo studio di azioni a breve termine, sufficientemente breve da poter essere calcolate in anticipo da un giocatore umano o da un computer. La profondità di analisi dipende dall'abilità del giocatore o dalla qualità degli algoritmi e dalla potenza di calcolo del computer. Nelle posizioni equilibrate e con molte possibilità per entrambi gli schieramenti, un'analisi profonda è in genere molto difficile, mentre diventa determinante nelle posizioni cosiddette "tattiche", nelle quali sono possibili poche varianti forzate e spesso solo una o poche mosse evitano la sconfitta.
Azioni tattiche semplici possono essere unite in combinazioni più complesse ovvero sequenze di mosse che in genere sono forzate per entrambi i giocatori.

## Temi di tattica fondamentali
Esistono alcune manovre tattiche elementari che costituiscono la base del gioco tattico e sono state descritte dalla teoria: attacco doppio, sovraccarico, inchiodatura, deviazione, infilata, attacco di scoperta, adescamento, interposizione.

### Attacco doppio
È l'attacco contemporaneo su due pezzi nemici con una sola mossa. Un attacco doppio aumenta molto la pressione sull'avversario e lo costringe a rafforzare la sua difesa e/o a modificarne la struttura (posto che sia un buon giocatore e non lasci pezzi indifesi). Per questo tipo di attacchi si usa spesso il cavallo, che può attaccare gli altri pezzi senza esserne attaccato a sua volta. Questo tema è particolarmente efficace se uno dei due pezzi attaccati è il re: l'avversario deve forzatamente riparare allo scacco, perdendo tempo prezioso e spesso cedendo l'altro pezzo all'attaccante. Un attacco doppio viene spesso detto anche "forchetta".

### Sovraccarico
È una situazione dove un pezzo, obbligato a difendere due pezzi (che è detto sovraccaricato) contemporaneamente o due case, è soggetto ad un attacco da parte dell'avversario che può arrecare una perdita di materiale o addirittura la partita stessa.
|   | a | b | c | d | e | f | g | h |   |
| 8 | h8 re del nero · g7 pedone del nero · c6 alfiere del nero · f6 cerchio bianco · h6 pedone del nero · d5 cerchio nero · e5 cerchio bianco · d4 cerchio bianco · e4 cerchio nero · c3 cerchio bianco · f3 cerchio nero · b2 alfiere del bianco · g2 pedone del bianco · a1 re del bianco · h1 torre del bianco | h8 re del nero · g7 pedone del nero · c6 alfiere del nero · f6 cerchio bianco · h6 pedone del nero · d5 cerchio nero · e5 cerchio bianco · d4 cerchio bianco · e4 cerchio nero · c3 cerchio bianco · f3 cerchio nero · b2 alfiere del bianco · g2 pedone del bianco · a1 re del bianco · h1 torre del bianco | h8 re del nero · g7 pedone del nero · c6 alfiere del nero · f6 cerchio bianco · h6 pedone del nero · d5 cerchio nero · e5 cerchio bianco · d4 cerchio bianco · e4 cerchio nero · c3 cerchio bianco · f3 cerchio nero · b2 alfiere del bianco · g2 pedone del bianco · a1 re del bianco · h1 torre del bianco | h8 re del nero · g7 pedone del nero · c6 alfiere del nero · f6 cerchio bianco · h6 pedone del nero · d5 cerchio nero · e5 cerchio bianco · d4 cerchio bianco · e4 cerchio nero · c3 cerchio bianco · f3 cerchio nero · b2 alfiere del bianco · g2 pedone del bianco · a1 re del bianco · h1 torre del bianco | h8 re del nero · g7 pedone del nero · c6 alfiere del nero · f6 cerchio bianco · h6 pedone del nero · d5 cerchio nero · e5 cerchio bianco · d4 cerchio bianco · e4 cerchio nero · c3 cerchio bianco · f3 cerchio nero · b2 alfiere del bianco · g2 pedone del bianco · a1 re del bianco · h1 torre del bianco | h8 re del nero · g7 pedone del nero · c6 alfiere del nero · f6 cerchio bianco · h6 pedone del nero · d5 cerchio nero · e5 cerchio bianco · d4 cerchio bianco · e4 cerchio nero · c3 cerchio bianco · f3 cerchio nero · b2 alfiere del bianco · g2 pedone del bianco · a1 re del bianco · h1 torre del bianco | h8 re del nero · g7 pedone del nero · c6 alfiere del nero · f6 cerchio bianco · h6 pedone del nero · d5 cerchio nero · e5 cerchio bianco · d4 cerchio bianco · e4 cerchio nero · c3 cerchio bianco · f3 cerchio nero · b2 alfiere del bianco · g2 pedone del bianco · a1 re del bianco · h1 torre del bianco | h8 re del nero · g7 pedone del nero · c6 alfiere del nero · f6 cerchio bianco · h6 pedone del nero · d5 cerchio nero · e5 cerchio bianco · d4 cerchio bianco · e4 cerchio nero · c3 cerchio bianco · f3 cerchio nero · b2 alfiere del bianco · g2 pedone del bianco · a1 re del bianco · h1 torre del bianco | 8 |
| 7 | h8 re del nero · g7 pedone del nero · c6 alfiere del nero · f6 cerchio bianco · h6 pedone del nero · d5 cerchio nero · e5 cerchio bianco · d4 cerchio bianco · e4 cerchio nero · c3 cerchio bianco · f3 cerchio nero · b2 alfiere del bianco · g2 pedone del bianco · a1 re del bianco · h1 torre del bianco | h8 re del nero · g7 pedone del nero · c6 alfiere del nero · f6 cerchio bianco · h6 pedone del nero · d5 cerchio nero · e5 cerchio bianco · d4 cerchio bianco · e4 cerchio nero · c3 cerchio bianco · f3 cerchio nero · b2 alfiere del bianco · g2 pedone del bianco · a1 re del bianco · h1 torre del bianco | h8 re del nero · g7 pedone del nero · c6 alfiere del nero · f6 cerchio bianco · h6 pedone del nero · d5 cerchio nero · e5 cerchio bianco · d4 cerchio bianco · e4 cerchio nero · c3 cerchio bianco · f3 cerchio nero · b2 alfiere del bianco · g2 pedone del bianco · a1 re del bianco · h1 torre del bianco | h8 re del nero · g7 pedone del nero · c6 alfiere del nero · f6 cerchio bianco · h6 pedone del nero · d5 cerchio nero · e5 cerchio bianco · d4 cerchio bianco · e4 cerchio nero · c3 cerchio bianco · f3 cerchio nero · b2 alfiere del bianco · g2 pedone del bianco · a1 re del bianco · h1 torre del bianco | h8 re del nero · g7 pedone del nero · c6 alfiere del nero · f6 cerchio bianco · h6 pedone del nero · d5 cerchio nero · e5 cerchio bianco · d4 cerchio bianco · e4 cerchio nero · c3 cerchio bianco · f3 cerchio nero · b2 alfiere del bianco · g2 pedone del bianco · a1 re del bianco · h1 torre del bianco | h8 re del nero · g7 pedone del nero · c6 alfiere del nero · f6 cerchio bianco · h6 pedone del nero · d5 cerchio nero · e5 cerchio bianco · d4 cerchio bianco · e4 cerchio nero · c3 cerchio bianco · f3 cerchio nero · b2 alfiere del bianco · g2 pedone del bianco · a1 re del bianco · h1 torre del bianco | h8 re del nero · g7 pedone del nero · c6 alfiere del nero · f6 cerchio bianco · h6 pedone del nero · d5 cerchio nero · e5 cerchio bianco · d4 cerchio bianco · e4 cerchio nero · c3 cerchio bianco · f3 cerchio nero · b2 alfiere del bianco · g2 pedone del bianco · a1 re del bianco · h1 torre del bianco | h8 re del nero · g7 pedone del nero · c6 alfiere del nero · f6 cerchio bianco · h6 pedone del nero · d5 cerchio nero · e5 cerchio bianco · d4 cerchio bianco · e4 cerchio nero · c3 cerchio bianco · f3 cerchio nero · b2 alfiere del bianco · g2 pedone del bianco · a1 re del bianco · h1 torre del bianco | 7 |
| 6 | h8 re del nero · g7 pedone del nero · c6 alfiere del nero · f6 cerchio bianco · h6 pedone del nero · d5 cerchio nero · e5 cerchio bianco · d4 cerchio bianco · e4 cerchio nero · c3 cerchio bianco · f3 cerchio nero · b2 alfiere del bianco · g2 pedone del bianco · a1 re del bianco · h1 torre del bianco | h8 re del nero · g7 pedone del nero · c6 alfiere del nero · f6 cerchio bianco · h6 pedone del nero · d5 cerchio nero · e5 cerchio bianco · d4 cerchio bianco · e4 cerchio nero · c3 cerchio bianco · f3 cerchio nero · b2 alfiere del bianco · g2 pedone del bianco · a1 re del bianco · h1 torre del bianco | h8 re del nero · g7 pedone del nero · c6 alfiere del nero · f6 cerchio bianco · h6 pedone del nero · d5 cerchio nero · e5 cerchio bianco · d4 cerchio bianco · e4 cerchio nero · c3 cerchio bianco · f3 cerchio nero · b2 alfiere del bianco · g2 pedone del bianco · a1 re del bianco · h1 torre del bianco | h8 re del nero · g7 pedone del nero · c6 alfiere del nero · f6 cerchio bianco · h6 pedone del nero · d5 cerchio nero · e5 cerchio bianco · d4 cerchio bianco · e4 cerchio nero · c3 cerchio bianco · f3 cerchio nero · b2 alfiere del bianco · g2 pedone del bianco · a1 re del bianco · h1 torre del bianco | h8 re del nero · g7 pedone del nero · c6 alfiere del nero · f6 cerchio bianco · h6 pedone del nero · d5 cerchio nero · e5 cerchio bianco · d4 cerchio bianco · e4 cerchio nero · c3 cerchio bianco · f3 cerchio nero · b2 alfiere del bianco · g2 pedone del bianco · a1 re del bianco · h1 torre del bianco | h8 re del nero · g7 pedone del nero · c6 alfiere del nero · f6 cerchio bianco · h6 pedone del nero · d5 cerchio nero · e5 cerchio bianco · d4 cerchio bianco · e4 cerchio nero · c3 cerchio bianco · f3 cerchio nero · b2 alfiere del bianco · g2 pedone del bianco · a1 re del bianco · h1 torre del bianco | h8 re del nero · g7 pedone del nero · c6 alfiere del nero · f6 cerchio bianco · h6 pedone del nero · d5 cerchio nero · e5 cerchio bianco · d4 cerchio bianco · e4 cerchio nero · c3 cerchio bianco · f3 cerchio nero · b2 alfiere del bianco · g2 pedone del bianco · a1 re del bianco · h1 torre del bianco | h8 re del nero · g7 pedone del nero · c6 alfiere del nero · f6 cerchio bianco · h6 pedone del nero · d5 cerchio nero · e5 cerchio bianco · d4 cerchio bianco · e4 cerchio nero · c3 cerchio bianco · f3 cerchio nero · b2 alfiere del bianco · g2 pedone del bianco · a1 re del bianco · h1 torre del bianco | 6 |
| 5 | h8 re del nero · g7 pedone del nero · c6 alfiere del nero · f6 cerchio bianco · h6 pedone del nero · d5 cerchio nero · e5 cerchio bianco · d4 cerchio bianco · e4 cerchio nero · c3 cerchio bianco · f3 cerchio nero · b2 alfiere del bianco · g2 pedone del bianco · a1 re del bianco · h1 torre del bianco | h8 re del nero · g7 pedone del nero · c6 alfiere del nero · f6 cerchio bianco · h6 pedone del nero · d5 cerchio nero · e5 cerchio bianco · d4 cerchio bianco · e4 cerchio nero · c3 cerchio bianco · f3 cerchio nero · b2 alfiere del bianco · g2 pedone del bianco · a1 re del bianco · h1 torre del bianco | h8 re del nero · g7 pedone del nero · c6 alfiere del nero · f6 cerchio bianco · h6 pedone del nero · d5 cerchio nero · e5 cerchio bianco · d4 cerchio bianco · e4 cerchio nero · c3 cerchio bianco · f3 cerchio nero · b2 alfiere del bianco · g2 pedone del bianco · a1 re del bianco · h1 torre del bianco | h8 re del nero · g7 pedone del nero · c6 alfiere del nero · f6 cerchio bianco · h6 pedone del nero · d5 cerchio nero · e5 cerchio bianco · d4 cerchio bianco · e4 cerchio nero · c3 cerchio bianco · f3 cerchio nero · b2 alfiere del bianco · g2 pedone del bianco · a1 re del bianco · h1 torre del bianco | h8 re del nero · g7 pedone del nero · c6 alfiere del nero · f6 cerchio bianco · h6 pedone del nero · d5 cerchio nero · e5 cerchio bianco · d4 cerchio bianco · e4 cerchio nero · c3 cerchio bianco · f3 cerchio nero · b2 alfiere del bianco · g2 pedone del bianco · a1 re del bianco · h1 torre del bianco | h8 re del nero · g7 pedone del nero · c6 alfiere del nero · f6 cerchio bianco · h6 pedone del nero · d5 cerchio nero · e5 cerchio bianco · d4 cerchio bianco · e4 cerchio nero · c3 cerchio bianco · f3 cerchio nero · b2 alfiere del bianco · g2 pedone del bianco · a1 re del bianco · h1 torre del bianco | h8 re del nero · g7 pedone del nero · c6 alfiere del nero · f6 cerchio bianco · h6 pedone del nero · d5 cerchio nero · e5 cerchio bianco · d4 cerchio bianco · e4 cerchio nero · c3 cerchio bianco · f3 cerchio nero · b2 alfiere del bianco · g2 pedone del bianco · a1 re del bianco · h1 torre del bianco | h8 re del nero · g7 pedone del nero · c6 alfiere del nero · f6 cerchio bianco · h6 pedone del nero · d5 cerchio nero · e5 cerchio bianco · d4 cerchio bianco · e4 cerchio nero · c3 cerchio bianco · f3 cerchio nero · b2 alfiere del bianco · g2 pedone del bianco · a1 re del bianco · h1 torre del bianco | 5 |
| 4 | h8 re del nero · g7 pedone del nero · c6 alfiere del nero · f6 cerchio bianco · h6 pedone del nero · d5 cerchio nero · e5 cerchio bianco · d4 cerchio bianco · e4 cerchio nero · c3 cerchio bianco · f3 cerchio nero · b2 alfiere del bianco · g2 pedone del bianco · a1 re del bianco · h1 torre del bianco | h8 re del nero · g7 pedone del nero · c6 alfiere del nero · f6 cerchio bianco · h6 pedone del nero · d5 cerchio nero · e5 cerchio bianco · d4 cerchio bianco · e4 cerchio nero · c3 cerchio bianco · f3 cerchio nero · b2 alfiere del bianco · g2 pedone del bianco · a1 re del bianco · h1 torre del bianco | h8 re del nero · g7 pedone del nero · c6 alfiere del nero · f6 cerchio bianco · h6 pedone del nero · d5 cerchio nero · e5 cerchio bianco · d4 cerchio bianco · e4 cerchio nero · c3 cerchio bianco · f3 cerchio nero · b2 alfiere del bianco · g2 pedone del bianco · a1 re del bianco · h1 torre del bianco | h8 re del nero · g7 pedone del nero · c6 alfiere del nero · f6 cerchio bianco · h6 pedone del nero · d5 cerchio nero · e5 cerchio bianco · d4 cerchio bianco · e4 cerchio nero · c3 cerchio bianco · f3 cerchio nero · b2 alfiere del bianco · g2 pedone del bianco · a1 re del bianco · h1 torre del bianco | h8 re del nero · g7 pedone del nero · c6 alfiere del nero · f6 cerchio bianco · h6 pedone del nero · d5 cerchio nero · e5 cerchio bianco · d4 cerchio bianco · e4 cerchio nero · c3 cerchio bianco · f3 cerchio nero · b2 alfiere del bianco · g2 pedone del bianco · a1 re del bianco · h1 torre del bianco | h8 re del nero · g7 pedone del nero · c6 alfiere del nero · f6 cerchio bianco · h6 pedone del nero · d5 cerchio nero · e5 cerchio bianco · d4 cerchio bianco · e4 cerchio nero · c3 cerchio bianco · f3 cerchio nero · b2 alfiere del bianco · g2 pedone del bianco · a1 re del bianco · h1 torre del bianco | h8 re del nero · g7 pedone del nero · c6 alfiere del nero · f6 cerchio bianco · h6 pedone del nero · d5 cerchio nero · e5 cerchio bianco · d4 cerchio bianco · e4 cerchio nero · c3 cerchio bianco · f3 cerchio nero · b2 alfiere del bianco · g2 pedone del bianco · a1 re del bianco · h1 torre del bianco | h8 re del nero · g7 pedone del nero · c6 alfiere del nero · f6 cerchio bianco · h6 pedone del nero · d5 cerchio nero · e5 cerchio bianco · d4 cerchio bianco · e4 cerchio nero · c3 cerchio bianco · f3 cerchio nero · b2 alfiere del bianco · g2 pedone del bianco · a1 re del bianco · h1 torre del bianco | 4 |
| 3 | h8 re del nero · g7 pedone del nero · c6 alfiere del nero · f6 cerchio bianco · h6 pedone del nero · d5 cerchio nero · e5 cerchio bianco · d4 cerchio bianco · e4 cerchio nero · c3 cerchio bianco · f3 cerchio nero · b2 alfiere del bianco · g2 pedone del bianco · a1 re del bianco · h1 torre del bianco | h8 re del nero · g7 pedone del nero · c6 alfiere del nero · f6 cerchio bianco · h6 pedone del nero · d5 cerchio nero · e5 cerchio bianco · d4 cerchio bianco · e4 cerchio nero · c3 cerchio bianco · f3 cerchio nero · b2 alfiere del bianco · g2 pedone del bianco · a1 re del bianco · h1 torre del bianco | h8 re del nero · g7 pedone del nero · c6 alfiere del nero · f6 cerchio bianco · h6 pedone del nero · d5 cerchio nero · e5 cerchio bianco · d4 cerchio bianco · e4 cerchio nero · c3 cerchio bianco · f3 cerchio nero · b2 alfiere del bianco · g2 pedone del bianco · a1 re del bianco · h1 torre del bianco | h8 re del nero · g7 pedone del nero · c6 alfiere del nero · f6 cerchio bianco · h6 pedone del nero · d5 cerchio nero · e5 cerchio bianco · d4 cerchio bianco · e4 cerchio nero · c3 cerchio bianco · f3 cerchio nero · b2 alfiere del bianco · g2 pedone del bianco · a1 re del bianco · h1 torre del bianco | h8 re del nero · g7 pedone del nero · c6 alfiere del nero · f6 cerchio bianco · h6 pedone del nero · d5 cerchio nero · e5 cerchio bianco · d4 cerchio bianco · e4 cerchio nero · c3 cerchio bianco · f3 cerchio nero · b2 alfiere del bianco · g2 pedone del bianco · a1 re del bianco · h1 torre del bianco | h8 re del nero · g7 pedone del nero · c6 alfiere del nero · f6 cerchio bianco · h6 pedone del nero · d5 cerchio nero · e5 cerchio bianco · d4 cerchio bianco · e4 cerchio nero · c3 cerchio bianco · f3 cerchio nero · b2 alfiere del bianco · g2 pedone del bianco · a1 re del bianco · h1 torre del bianco | h8 re del nero · g7 pedone del nero · c6 alfiere del nero · f6 cerchio bianco · h6 pedone del nero · d5 cerchio nero · e5 cerchio bianco · d4 cerchio bianco · e4 cerchio nero · c3 cerchio bianco · f3 cerchio nero · b2 alfiere del bianco · g2 pedone del bianco · a1 re del bianco · h1 torre del bianco | h8 re del nero · g7 pedone del nero · c6 alfiere del nero · f6 cerchio bianco · h6 pedone del nero · d5 cerchio nero · e5 cerchio bianco · d4 cerchio bianco · e4 cerchio nero · c3 cerchio bianco · f3 cerchio nero · b2 alfiere del bianco · g2 pedone del bianco · a1 re del bianco · h1 torre del bianco | 3 |
| 2 | h8 re del nero · g7 pedone del nero · c6 alfiere del nero · f6 cerchio bianco · h6 pedone del nero · d5 cerchio nero · e5 cerchio bianco · d4 cerchio bianco · e4 cerchio nero · c3 cerchio bianco · f3 cerchio nero · b2 alfiere del bianco · g2 pedone del bianco · a1 re del bianco · h1 torre del bianco | h8 re del nero · g7 pedone del nero · c6 alfiere del nero · f6 cerchio bianco · h6 pedone del nero · d5 cerchio nero · e5 cerchio bianco · d4 cerchio bianco · e4 cerchio nero · c3 cerchio bianco · f3 cerchio nero · b2 alfiere del bianco · g2 pedone del bianco · a1 re del bianco · h1 torre del bianco | h8 re del nero · g7 pedone del nero · c6 alfiere del nero · f6 cerchio bianco · h6 pedone del nero · d5 cerchio nero · e5 cerchio bianco · d4 cerchio bianco · e4 cerchio nero · c3 cerchio bianco · f3 cerchio nero · b2 alfiere del bianco · g2 pedone del bianco · a1 re del bianco · h1 torre del bianco | h8 re del nero · g7 pedone del nero · c6 alfiere del nero · f6 cerchio bianco · h6 pedone del nero · d5 cerchio nero · e5 cerchio bianco · d4 cerchio bianco · e4 cerchio nero · c3 cerchio bianco · f3 cerchio nero · b2 alfiere del bianco · g2 pedone del bianco · a1 re del bianco · h1 torre del bianco | h8 re del nero · g7 pedone del nero · c6 alfiere del nero · f6 cerchio bianco · h6 pedone del nero · d5 cerchio nero · e5 cerchio bianco · d4 cerchio bianco · e4 cerchio nero · c3 cerchio bianco · f3 cerchio nero · b2 alfiere del bianco · g2 pedone del bianco · a1 re del bianco · h1 torre del bianco | h8 re del nero · g7 pedone del nero · c6 alfiere del nero · f6 cerchio bianco · h6 pedone del nero · d5 cerchio nero · e5 cerchio bianco · d4 cerchio bianco · e4 cerchio nero · c3 cerchio bianco · f3 cerchio nero · b2 alfiere del bianco · g2 pedone del bianco · a1 re del bianco · h1 torre del bianco | h8 re del nero · g7 pedone del nero · c6 alfiere del nero · f6 cerchio bianco · h6 pedone del nero · d5 cerchio nero · e5 cerchio bianco · d4 cerchio bianco · e4 cerchio nero · c3 cerchio bianco · f3 cerchio nero · b2 alfiere del bianco · g2 pedone del bianco · a1 re del bianco · h1 torre del bianco | h8 re del nero · g7 pedone del nero · c6 alfiere del nero · f6 cerchio bianco · h6 pedone del nero · d5 cerchio nero · e5 cerchio bianco · d4 cerchio bianco · e4 cerchio nero · c3 cerchio bianco · f3 cerchio nero · b2 alfiere del bianco · g2 pedone del bianco · a1 re del bianco · h1 torre del bianco | 2 |
| 1 | h8 re del nero · g7 pedone del nero · c6 alfiere del nero · f6 cerchio bianco · h6 pedone del nero · d5 cerchio nero · e5 cerchio bianco · d4 cerchio bianco · e4 cerchio nero · c3 cerchio bianco · f3 cerchio nero · b2 alfiere del bianco · g2 pedone del bianco · a1 re del bianco · h1 torre del bianco | h8 re del nero · g7 pedone del nero · c6 alfiere del nero · f6 cerchio bianco · h6 pedone del nero · d5 cerchio nero · e5 cerchio bianco · d4 cerchio bianco · e4 cerchio nero · c3 cerchio bianco · f3 cerchio nero · b2 alfiere del bianco · g2 pedone del bianco · a1 re del bianco · h1 torre del bianco | h8 re del nero · g7 pedone del nero · c6 alfiere del nero · f6 cerchio bianco · h6 pedone del nero · d5 cerchio nero · e5 cerchio bianco · d4 cerchio bianco · e4 cerchio nero · c3 cerchio bianco · f3 cerchio nero · b2 alfiere del bianco · g2 pedone del bianco · a1 re del bianco · h1 torre del bianco | h8 re del nero · g7 pedone del nero · c6 alfiere del nero · f6 cerchio bianco · h6 pedone del nero · d5 cerchio nero · e5 cerchio bianco · d4 cerchio bianco · e4 cerchio nero · c3 cerchio bianco · f3 cerchio nero · b2 alfiere del bianco · g2 pedone del bianco · a1 re del bianco · h1 torre del bianco | h8 re del nero · g7 pedone del nero · c6 alfiere del nero · f6 cerchio bianco · h6 pedone del nero · d5 cerchio nero · e5 cerchio bianco · d4 cerchio bianco · e4 cerchio nero · c3 cerchio bianco · f3 cerchio nero · b2 alfiere del bianco · g2 pedone del bianco · a1 re del bianco · h1 torre del bianco | h8 re del nero · g7 pedone del nero · c6 alfiere del nero · f6 cerchio bianco · h6 pedone del nero · d5 cerchio nero · e5 cerchio bianco · d4 cerchio bianco · e4 cerchio nero · c3 cerchio bianco · f3 cerchio nero · b2 alfiere del bianco · g2 pedone del bianco · a1 re del bianco · h1 torre del bianco | h8 re del nero · g7 pedone del nero · c6 alfiere del nero · f6 cerchio bianco · h6 pedone del nero · d5 cerchio nero · e5 cerchio bianco · d4 cerchio bianco · e4 cerchio nero · c3 cerchio bianco · f3 cerchio nero · b2 alfiere del bianco · g2 pedone del bianco · a1 re del bianco · h1 torre del bianco | h8 re del nero · g7 pedone del nero · c6 alfiere del nero · f6 cerchio bianco · h6 pedone del nero · d5 cerchio nero · e5 cerchio bianco · d4 cerchio bianco · e4 cerchio nero · c3 cerchio bianco · f3 cerchio nero · b2 alfiere del bianco · g2 pedone del bianco · a1 re del bianco · h1 torre del bianco | 1 |
|   | a | b | c | d | e | f | g | h |   |

### Inchiodatura
Si dice che un pezzo è inchiodato se è sotto attacco da parte del nemico e se copre un pezzo più importante di lui. Per esempio, se un alfiere bianco minaccia una torre avversaria, e un pedone nero viene frapposto tra i due pezzi, la minaccia viene parata, ma se il pedone si muovesse ancora la torre verrebbe persa: si dice appunto che il pedone è "inchiodato" sulla torre. L'esempio appena portato mostra una inchiodatura relativa perché è possibile comunque, se vantaggioso, muovere il pedone; se al posto della torre ci fosse il re l'inchiodatura sarebbe assoluta, perché non sarebbe legale muovere il pezzo inchiodato. Si usano inchiodature per eliminare una difesa (il pezzo inchiodato non può difenderne altri) o per immobilizzare un pezzo necessario al gioco avversario. Il cavallo attacca "saltando" gli altri pezzi, per cui è impossibile usarlo per inchiodare pezzi nemici.

### Infilata
L'infilata si presenta sulla scacchiera in modo simile all'inchiodatura ma, in questo caso, è il pezzo di maggior valore che si trova tra il pezzo avversario e un pezzo meno importante.
Un esempio è quando la torre in ottava traversa dà scacco al re non arroccato che, muovendosi, dà la possibilità, alla torre attaccante, di catturare la torre nel lato opposto. L'infilata, oltre alla torre dell'esempio, è applicabile con l'alfiere e con la donna.
|   | a | b | c | d | e | f | g | h |   |
| 8 | h8 re del nero · c7 pedone del nero · d6 alfiere del nero · c5 pedone del bianco · e5 cavallo del nero · e1 torre del bianco · h1 re del bianco | h8 re del nero · c7 pedone del nero · d6 alfiere del nero · c5 pedone del bianco · e5 cavallo del nero · e1 torre del bianco · h1 re del bianco | h8 re del nero · c7 pedone del nero · d6 alfiere del nero · c5 pedone del bianco · e5 cavallo del nero · e1 torre del bianco · h1 re del bianco | h8 re del nero · c7 pedone del nero · d6 alfiere del nero · c5 pedone del bianco · e5 cavallo del nero · e1 torre del bianco · h1 re del bianco | h8 re del nero · c7 pedone del nero · d6 alfiere del nero · c5 pedone del bianco · e5 cavallo del nero · e1 torre del bianco · h1 re del bianco | h8 re del nero · c7 pedone del nero · d6 alfiere del nero · c5 pedone del bianco · e5 cavallo del nero · e1 torre del bianco · h1 re del bianco | h8 re del nero · c7 pedone del nero · d6 alfiere del nero · c5 pedone del bianco · e5 cavallo del nero · e1 torre del bianco · h1 re del bianco | h8 re del nero · c7 pedone del nero · d6 alfiere del nero · c5 pedone del bianco · e5 cavallo del nero · e1 torre del bianco · h1 re del bianco | 8 |
| 7 | h8 re del nero · c7 pedone del nero · d6 alfiere del nero · c5 pedone del bianco · e5 cavallo del nero · e1 torre del bianco · h1 re del bianco | h8 re del nero · c7 pedone del nero · d6 alfiere del nero · c5 pedone del bianco · e5 cavallo del nero · e1 torre del bianco · h1 re del bianco | h8 re del nero · c7 pedone del nero · d6 alfiere del nero · c5 pedone del bianco · e5 cavallo del nero · e1 torre del bianco · h1 re del bianco | h8 re del nero · c7 pedone del nero · d6 alfiere del nero · c5 pedone del bianco · e5 cavallo del nero · e1 torre del bianco · h1 re del bianco | h8 re del nero · c7 pedone del nero · d6 alfiere del nero · c5 pedone del bianco · e5 cavallo del nero · e1 torre del bianco · h1 re del bianco | h8 re del nero · c7 pedone del nero · d6 alfiere del nero · c5 pedone del bianco · e5 cavallo del nero · e1 torre del bianco · h1 re del bianco | h8 re del nero · c7 pedone del nero · d6 alfiere del nero · c5 pedone del bianco · e5 cavallo del nero · e1 torre del bianco · h1 re del bianco | h8 re del nero · c7 pedone del nero · d6 alfiere del nero · c5 pedone del bianco · e5 cavallo del nero · e1 torre del bianco · h1 re del bianco | 7 |
| 6 | h8 re del nero · c7 pedone del nero · d6 alfiere del nero · c5 pedone del bianco · e5 cavallo del nero · e1 torre del bianco · h1 re del bianco | h8 re del nero · c7 pedone del nero · d6 alfiere del nero · c5 pedone del bianco · e5 cavallo del nero · e1 torre del bianco · h1 re del bianco | h8 re del nero · c7 pedone del nero · d6 alfiere del nero · c5 pedone del bianco · e5 cavallo del nero · e1 torre del bianco · h1 re del bianco | h8 re del nero · c7 pedone del nero · d6 alfiere del nero · c5 pedone del bianco · e5 cavallo del nero · e1 torre del bianco · h1 re del bianco | h8 re del nero · c7 pedone del nero · d6 alfiere del nero · c5 pedone del bianco · e5 cavallo del nero · e1 torre del bianco · h1 re del bianco | h8 re del nero · c7 pedone del nero · d6 alfiere del nero · c5 pedone del bianco · e5 cavallo del nero · e1 torre del bianco · h1 re del bianco | h8 re del nero · c7 pedone del nero · d6 alfiere del nero · c5 pedone del bianco · e5 cavallo del nero · e1 torre del bianco · h1 re del bianco | h8 re del nero · c7 pedone del nero · d6 alfiere del nero · c5 pedone del bianco · e5 cavallo del nero · e1 torre del bianco · h1 re del bianco | 6 |
| 5 | h8 re del nero · c7 pedone del nero · d6 alfiere del nero · c5 pedone del bianco · e5 cavallo del nero · e1 torre del bianco · h1 re del bianco | h8 re del nero · c7 pedone del nero · d6 alfiere del nero · c5 pedone del bianco · e5 cavallo del nero · e1 torre del bianco · h1 re del bianco | h8 re del nero · c7 pedone del nero · d6 alfiere del nero · c5 pedone del bianco · e5 cavallo del nero · e1 torre del bianco · h1 re del bianco | h8 re del nero · c7 pedone del nero · d6 alfiere del nero · c5 pedone del bianco · e5 cavallo del nero · e1 torre del bianco · h1 re del bianco | h8 re del nero · c7 pedone del nero · d6 alfiere del nero · c5 pedone del bianco · e5 cavallo del nero · e1 torre del bianco · h1 re del bianco | h8 re del nero · c7 pedone del nero · d6 alfiere del nero · c5 pedone del bianco · e5 cavallo del nero · e1 torre del bianco · h1 re del bianco | h8 re del nero · c7 pedone del nero · d6 alfiere del nero · c5 pedone del bianco · e5 cavallo del nero · e1 torre del bianco · h1 re del bianco | h8 re del nero · c7 pedone del nero · d6 alfiere del nero · c5 pedone del bianco · e5 cavallo del nero · e1 torre del bianco · h1 re del bianco | 5 |
| 4 | h8 re del nero · c7 pedone del nero · d6 alfiere del nero · c5 pedone del bianco · e5 cavallo del nero · e1 torre del bianco · h1 re del bianco | h8 re del nero · c7 pedone del nero · d6 alfiere del nero · c5 pedone del bianco · e5 cavallo del nero · e1 torre del bianco · h1 re del bianco | h8 re del nero · c7 pedone del nero · d6 alfiere del nero · c5 pedone del bianco · e5 cavallo del nero · e1 torre del bianco · h1 re del bianco | h8 re del nero · c7 pedone del nero · d6 alfiere del nero · c5 pedone del bianco · e5 cavallo del nero · e1 torre del bianco · h1 re del bianco | h8 re del nero · c7 pedone del nero · d6 alfiere del nero · c5 pedone del bianco · e5 cavallo del nero · e1 torre del bianco · h1 re del bianco | h8 re del nero · c7 pedone del nero · d6 alfiere del nero · c5 pedone del bianco · e5 cavallo del nero · e1 torre del bianco · h1 re del bianco | h8 re del nero · c7 pedone del nero · d6 alfiere del nero · c5 pedone del bianco · e5 cavallo del nero · e1 torre del bianco · h1 re del bianco | h8 re del nero · c7 pedone del nero · d6 alfiere del nero · c5 pedone del bianco · e5 cavallo del nero · e1 torre del bianco · h1 re del bianco | 4 |
| 3 | h8 re del nero · c7 pedone del nero · d6 alfiere del nero · c5 pedone del bianco · e5 cavallo del nero · e1 torre del bianco · h1 re del bianco | h8 re del nero · c7 pedone del nero · d6 alfiere del nero · c5 pedone del bianco · e5 cavallo del nero · e1 torre del bianco · h1 re del bianco | h8 re del nero · c7 pedone del nero · d6 alfiere del nero · c5 pedone del bianco · e5 cavallo del nero · e1 torre del bianco · h1 re del bianco | h8 re del nero · c7 pedone del nero · d6 alfiere del nero · c5 pedone del bianco · e5 cavallo del nero · e1 torre del bianco · h1 re del bianco | h8 re del nero · c7 pedone del nero · d6 alfiere del nero · c5 pedone del bianco · e5 cavallo del nero · e1 torre del bianco · h1 re del bianco | h8 re del nero · c7 pedone del nero · d6 alfiere del nero · c5 pedone del bianco · e5 cavallo del nero · e1 torre del bianco · h1 re del bianco | h8 re del nero · c7 pedone del nero · d6 alfiere del nero · c5 pedone del bianco · e5 cavallo del nero · e1 torre del bianco · h1 re del bianco | h8 re del nero · c7 pedone del nero · d6 alfiere del nero · c5 pedone del bianco · e5 cavallo del nero · e1 torre del bianco · h1 re del bianco | 3 |
| 2 | h8 re del nero · c7 pedone del nero · d6 alfiere del nero · c5 pedone del bianco · e5 cavallo del nero · e1 torre del bianco · h1 re del bianco | h8 re del nero · c7 pedone del nero · d6 alfiere del nero · c5 pedone del bianco · e5 cavallo del nero · e1 torre del bianco · h1 re del bianco | h8 re del nero · c7 pedone del nero · d6 alfiere del nero · c5 pedone del bianco · e5 cavallo del nero · e1 torre del bianco · h1 re del bianco | h8 re del nero · c7 pedone del nero · d6 alfiere del nero · c5 pedone del bianco · e5 cavallo del nero · e1 torre del bianco · h1 re del bianco | h8 re del nero · c7 pedone del nero · d6 alfiere del nero · c5 pedone del bianco · e5 cavallo del nero · e1 torre del bianco · h1 re del bianco | h8 re del nero · c7 pedone del nero · d6 alfiere del nero · c5 pedone del bianco · e5 cavallo del nero · e1 torre del bianco · h1 re del bianco | h8 re del nero · c7 pedone del nero · d6 alfiere del nero · c5 pedone del bianco · e5 cavallo del nero · e1 torre del bianco · h1 re del bianco | h8 re del nero · c7 pedone del nero · d6 alfiere del nero · c5 pedone del bianco · e5 cavallo del nero · e1 torre del bianco · h1 re del bianco | 2 |
| 1 | h8 re del nero · c7 pedone del nero · d6 alfiere del nero · c5 pedone del bianco · e5 cavallo del nero · e1 torre del bianco · h1 re del bianco | h8 re del nero · c7 pedone del nero · d6 alfiere del nero · c5 pedone del bianco · e5 cavallo del nero · e1 torre del bianco · h1 re del bianco | h8 re del nero · c7 pedone del nero · d6 alfiere del nero · c5 pedone del bianco · e5 cavallo del nero · e1 torre del bianco · h1 re del bianco | h8 re del nero · c7 pedone del nero · d6 alfiere del nero · c5 pedone del bianco · e5 cavallo del nero · e1 torre del bianco · h1 re del bianco | h8 re del nero · c7 pedone del nero · d6 alfiere del nero · c5 pedone del bianco · e5 cavallo del nero · e1 torre del bianco · h1 re del bianco | h8 re del nero · c7 pedone del nero · d6 alfiere del nero · c5 pedone del bianco · e5 cavallo del nero · e1 torre del bianco · h1 re del bianco | h8 re del nero · c7 pedone del nero · d6 alfiere del nero · c5 pedone del bianco · e5 cavallo del nero · e1 torre del bianco · h1 re del bianco | h8 re del nero · c7 pedone del nero · d6 alfiere del nero · c5 pedone del bianco · e5 cavallo del nero · e1 torre del bianco · h1 re del bianco | 1 |
|   | a | b | c | d | e | f | g | h |   |

### Deviazione
Accade che uno o più pezzi siano attaccati da molti pezzi nemici, e che per sostenere la minaccia sia difeso da altrettanti pezzi alleati. Quando questo succede, un tema tattico ricorrente è la deviazione: con attacchi verso altri pezzi si induce l'avversario a spostare uno o più pezzi difensori, affinché l'attacco su una data casella (che ci sia o no un pezzo) abbia successo.

### Attacco di scoperta
Si fa un attacco di scoperta quando un giocatore, muovendo un proprio pezzo, apre la strada ad un altro, che attacca un pezzo nemico: questo può aumentare la pressione offensiva perché il pezzo mosso, a sua volta, può minacciare altri pezzi. Un caso particolare è lo scacco di scoperta, in cui il pezzo attaccato è il re avversario.

### Adescamento
Un'altra tecnica utilizzata, spesso propedeutica all'applicazione di alcune delle tecniche già viste, è l'adescamento ovvero l'attirare, ad esempio con un sacrificio, un pezzo avversario su una casa che risulterà fatale.

### Interposizione o Interferenza
Nel caso dell'interposizione si impiega un pezzo per bloccare l'azione di un pezzo avversario. Un esempio è rappresentato da un pedone che viene spinto sulla diagonale controllata da un alfiere avversario, che di conseguenza non controllerà più le case della diagonale situate dietro il pedone.

### Tempo
Per tempo negli scacchi si intende una mossa; guadagnare un tempo può significare impedire all'avversario di attuare una difesa robusta. Alcune aperture, come i gambetti, hanno proprio l'obiettivo di guadagnare un tempo, sacrificando un pedone. Un altro modo per guadagnare un tempo (a volte usato nelle combinazioni) è dare scacco al re, costringendo l'avversario a pararlo.